# Williamson (Wirginia Zachodnia)
Williamson – miasto w Stanach Zjednoczonych, w stanie Wirginia Zachodnia, siedziba administracyjna hrabstwa Mingo.